# Magnolia Loebnera
Magnolia Loebnera (Magnolia × loebneri Kache) – gatunek drzewa z rodziny magnoliowatych. Mieszaniec magnolii japońskiej i magnolii gwiaździstej. Wyhodował ją Max Loebner w Nymanns Garden, (Sussex, Anglia) około roku 1900.

## Morfologia
Pokrój
Duży krzew lub małe drzewo wysokości 5–7 m, maksymalnie do 9 m, rośnie umiarkowanie szybko.
Kora
Kora jest gładka, barwy szarej.
Liście
Liście ustawione są skrętolegle, formy odwrotnie jajowatej o długości 10–15 cm. Opadające na zimę, jesienią przebarwiające się na żółtowozielono.
Kwiaty

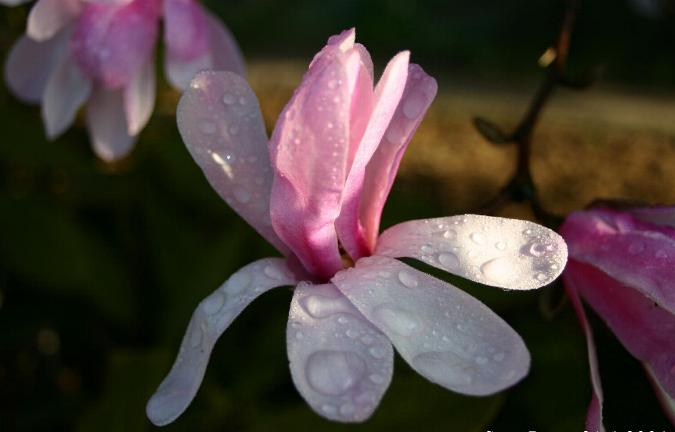
Kwiat magnolii Loebnera

Kwiaty pojawiają się obficie przez rozwojem liści na całej roślinie; kwitną od początku kwietnia do maja. Są pojedyncze, gwiaździste, średnicy 10–12 cm. Listki okwiatu w liczbie 11–16, szpatułkowate, z zewnątrz czystobiałe lub z delikatnymi liliowymi paskami. Kwiaty silnie pachną.
Owoce
Owocostany walcowate, czerwonawe.
Korzenie
Mięsiste i delikatne; korzenie główne mocne, rosną poziomo a zarazem głęboko.

## Zastosowanie
Roślina ogrodowa do sadzenia pojedynczo bądź razem z roślinami cebulowymi lub podsadzana bylinami, wtedy sprawia wrażenie znacznie delikatniejszej niż magnolia pośrednia.

## Uprawa
Wymaga stanowisk słonecznych do lekko ocienionych, zacisznych, bowiem ma skłonności do przymarzania, zwłaszcza późną wiosną. Preferuje gleby głębokie, pulchne, świeże do wilgotnych, żyzne i próchniczne, kwaśne do słabo alkalicznych.